# Eroski
Eroski er en spansk dagligvarekoncern med ca. 1.000 butikker i Spanien. Den ejes af korporativet Mondragón Corporation.
De har både hypermarkeder, supermarkeder og mindre butikker. Virksomheden blev etableret i 1969.